# Cerqueda
Cerqueda o San Cristobo de Cerqueda (llamada oficialmente San Cristovo de Cerqueda) es una parroquia del municipio de Malpica de Bergantiños, en la provincia de La Coruña, Galicia, España.

## Entidades de población
Entidades de población que forman parte de la parroquia:
- A Campela
- A Telleira
- Algadán
- Ardeleiro
- Arixón
- As Cortes
- As Labradas
- Canelas
- Cerqueda
- Filgueira
- Fonte dos Bois (A Fonte dos Bois)
- Gomoroto (O Gomoroto)
- Lagoa (A Lagoa)
- Loroxo
- O Ceán
- O Pazo
- O Tormeán
- Os Barreiros
- Os Resíos
- Pasacondía-Aldeola. Compuesto por:
  - Pasacondía.
  - Aldeola (A Aldeola).
- Pozacas-Leduzo. Compuesto por:
  - Pozacas (As Pozacas)
  - Leduzo.
- Taraio

## Demografía
| Gráfica de evolución demográfica de Cerqueda entre 2000 y 2018 |
|                                                                |
| Población de derecho según el padrón municipal del INE         |